# 대한민국 형사소송법 제264조의2
대한민국 형사소송법 제264조의2는 공소취소의 제한에 대한 형사소송법의 조문이다.

## 조문
제264조의2(공소취소의 제한) 검사는 제262조제2항제2호의 결정에 따라 공소를 제기한 때에는 이를 취소할 수 없다.
 [본조신설 2007.6.1]

제262조(심리와 결정) ②법원은 재정신청서를 송부받은 날부터 3개월 이내에 항고의 절차에 준하여 다음 각 호의 구분에 따라 결정한다. 이 경우 필요한 때에는 증거를 조사할 수 있다.
2. 신청이 이유 있는 때에는 사건에 대한 공소제기를 결정한다.

## 참고 문헌
- 손동권 신이철, 새로운 형사소송법(초판, 2013), 세창, 2013. ISBN 9788984114081

## 같이 보기
- 대한민국 형사소송법 제262조 심리와 결정